# Poromya neaeroides
Poromya neaeroides är en musselart som beskrevs av Sequenza 1876. Poromya neaeroides ingår i släktet Poromya och familjen Poromyidae. Inga underarter finns listade i Catalogue of Life.